# Psychanalyste
Pour les articles homonymes, voir Analyste.
Un psychanalyste est un professionnel formé sur le plan théorique et pratique à mener des cures psychanalytiques.
La pratique de psychanalyste est fondée sur la reconnaissance d'une formation théorique et clinique, au sein d'une école de psychanalyse, à laquelle le ou la psychanalyste reste en règle générale affilié au-delà de sa formation. Le titre de psychanalyste n'est pas un titre protégé, toutefois, avoir soi-même fait une cure psychanalytique est le prérequis essentiel pour commencer une formation dans le cadre d'une association psychanalytique. 

## Histoire: des débuts de la psychanalyse à son institutionnalisation
L'appellation « psychanalyste » arrive avec la découverte de la « psychanalyse » par Sigmund Freud au seuil du XXe siècle.

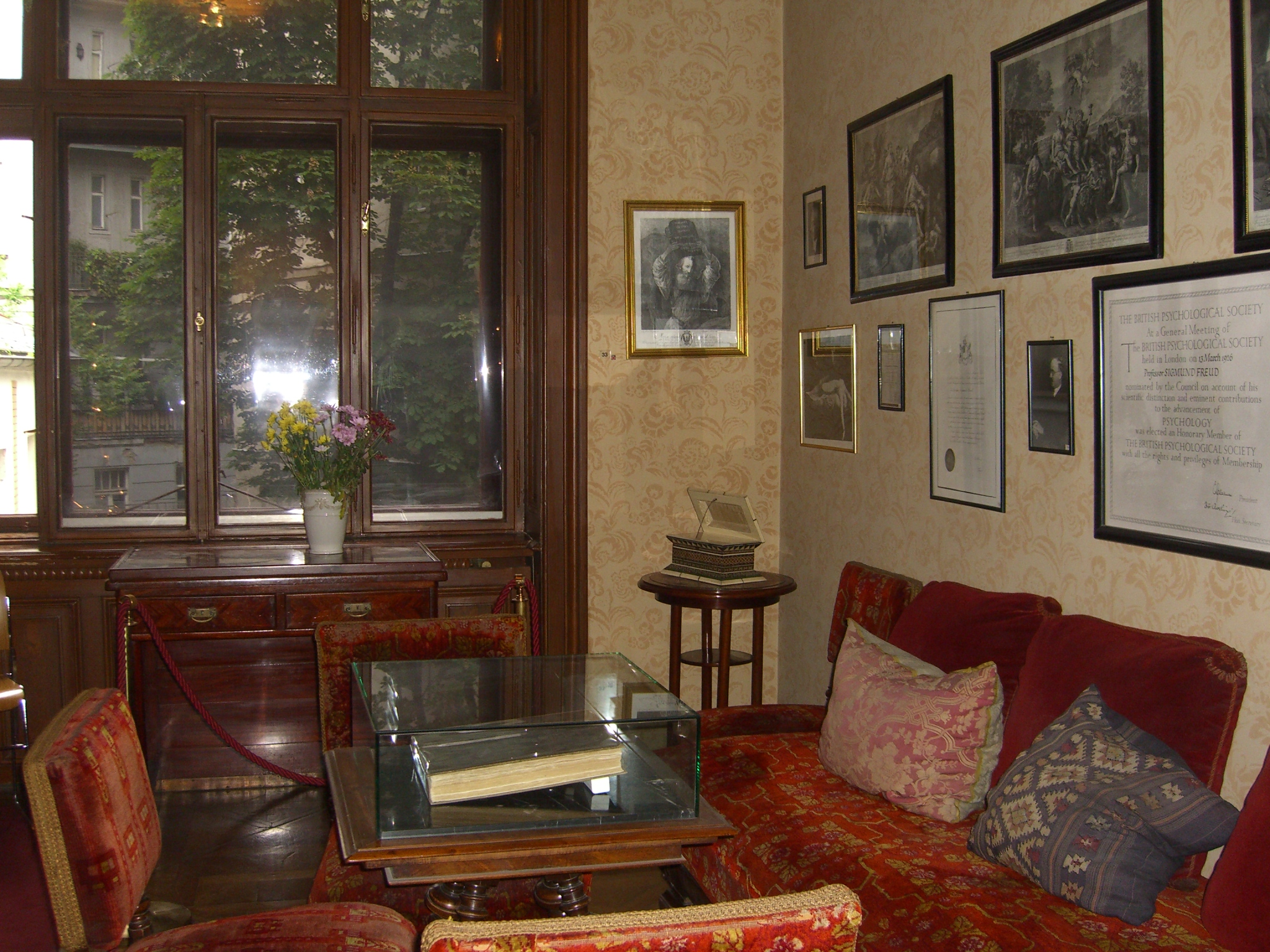
Salle d'attente dans l'appartement de Freud, Berggasse 19, Musée Freud à Vienne

Les premiers membres de la Société psychologique du Mercredi, que Freud commence de réunir dans son appartement au 19 de la Berggasse à Vienne, ne se nomment pas encore « psychanalystes » : « Détail curieux, lorsque les premiers psychanalystes se réunissent autour de Freud, le cercle ne se nomme pas. “Peuple sans histoire”, les analystes ne donnent pas de nom à leur regroupement, pas de forme instituée à leurs liens […] », écrit Michel Schneider.
Le groupe va devenir progressivement une Association qui avec des règles de fonctionnement ; la Société psychologique du mercredi (1902-1908) fera place à la Société psychanalytique de Vienne : il y aura à partir de 1906 des procès-verbaux (Protokolle : « Minutes » en français) pour rendre compte des exposés et des discussions.
Michel Schneider note : « le paradoxe majeur, c'est que ces premiers psychanalystes ne sont pas, pour la plupart, psychanalystes ». Dans le tout premier cercle, il y a « des médecins sympathisants et des patients intéressés ». Le groupe va s'élargir : « Les membres sont, en général, des intellectuels ayant un statut marginal, avant même qu'il rejoigne le mouvement ». Ils sont tous « traversés par les grands courants de pensée du temps : mythologie, sociologie, esthétique, économie, criminologie, éducation, surtout ». Élisabeth Roudinesco relève pour sa part qu'en 1902, « les hommes du mercredi forment un groupe hétérogène, composé de médecins, d'éducateurs et d'écrivains. Ils sont liés par une insatisfaction commune à l'égard de la psychiatrie, des sciences humaines et de l'éducation ». Présentée par Paul Federn, le médecin Margarete Hilferding sera, après discussion, la première femme admise en avril 1910 à la Société psychanalytique de Vienne, alors composée uniquement d'hommes.
En se penchant sur « l'histoire de l'institutionnalisation de la psychanalyse », Roudinesco considère qu'« au terme de cette aventure » des débuts de la psychanalyse et des premiers psychanalystes, « l'IPA créée par Freud est devenue l'instrument d'une bureaucratisation gigantesque de la psychanalyse ». Lorsqu'en 1939, il « se retourne sur son passé de Juif viennois », depuis son « auto-analyse » jusqu'aux « brumes des querelles et des dissensions », Freud « tente de comprendre pourquoi la “réussite” de la doctrine témoigne de l'“échec” du mouvement ».

## La formation du psychanalyste
Les psychanalystes ont déjà réalisé une analyse personnelle. Pour leur formation de psychanalyste, ils conduisent des analyses pour lesquelles ils sont supervisés, et suivent une formation théorique en parallèle.

### Analyse didactique

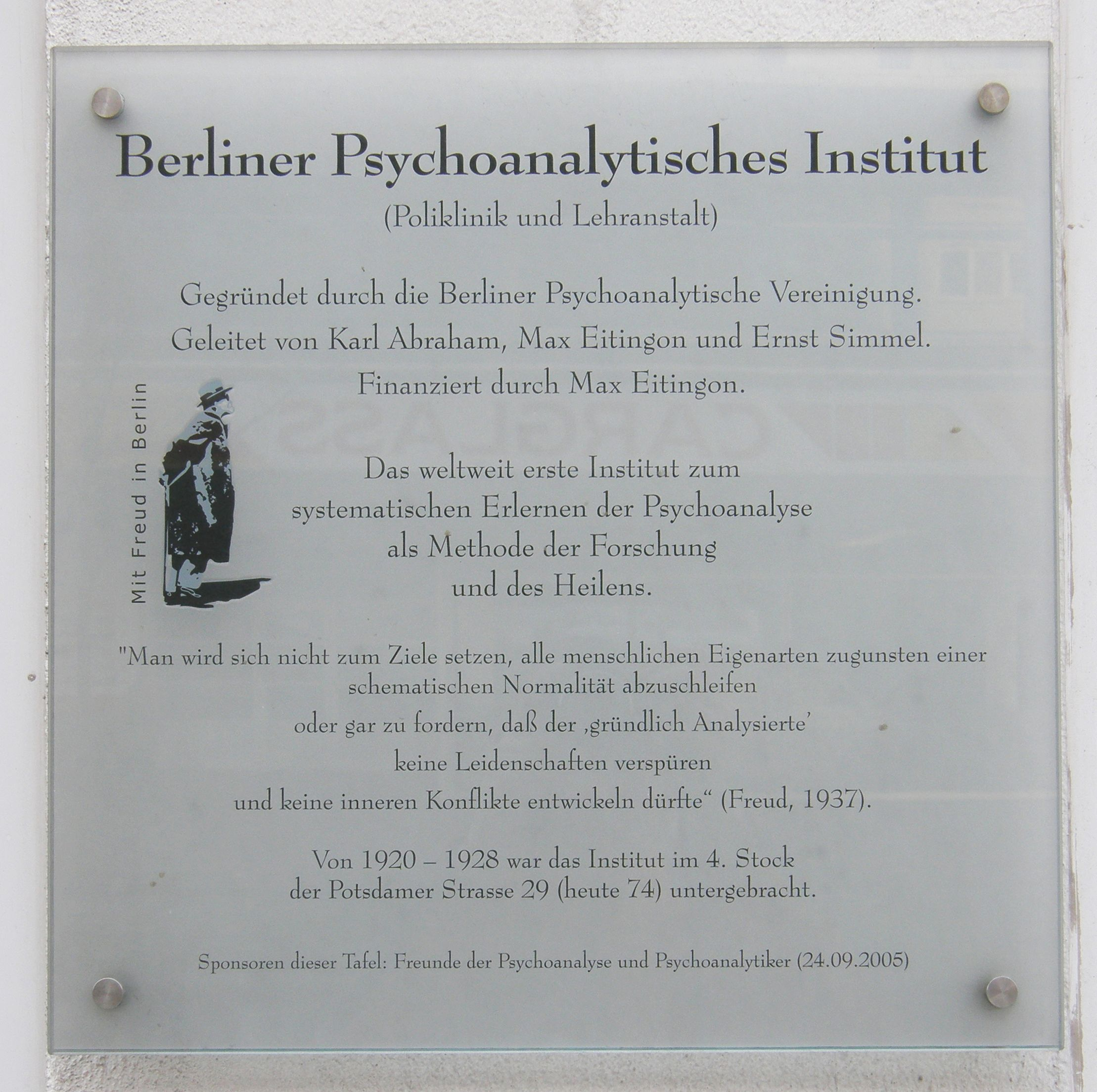
Institut psychanalytique de Berlin.

La distinction entre analyse didactique et « cure analytique » a été formalisée à l'Institut psychanalytique de Berlin dans les années 1920, la première ayant comme but la formation, la deuxième ayant une visée uniquement thérapeutique : il s'agissait alors de professionnaliser et d'institutionnaliser l'activité d'analyste, alors que la deuxième génération de psychanalystes n'appartenait plus au cercle viennois qui avait vu les tout débuts de la psychanalyse : Michael Balint est hongrois, Melanie Klein est formée à Budapest et Berlin, etc.
Cette exigence de formation est d'autant plus forte que l'institutionnalisation de la psychanalyse se fait dans le cadre d'une double difficulté :
- il s'agit de défendre le statut naissant de psychanalyste face à la pratique de l'« analyse sauvage », de praticiens non-formés ;
- les premiers psychanalystes sont confrontés à des contestations de leur statut, notamment de la possibilité d'exercice de la psychanalyse par des non-médecins. Cette question, celle de l'analyse profane (ou « analyse laïque »), divise la plupart des associations habilitées, elle se pose en France dans les années 1950 lors de l'affaire Margaret Clark-Williams.

### Pratique sous supervision ou «contrôle»
La formation telle qu'elle est organisée au sein de l'Institut psychanalytique de Berlin s'impose progressivement à la communauté psychanalytique, et est adoptée par l'Association psychanalytique internationale.
- Formation clinique

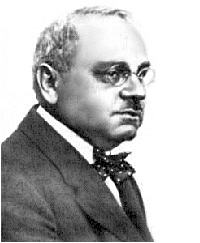
Alfred Adler.

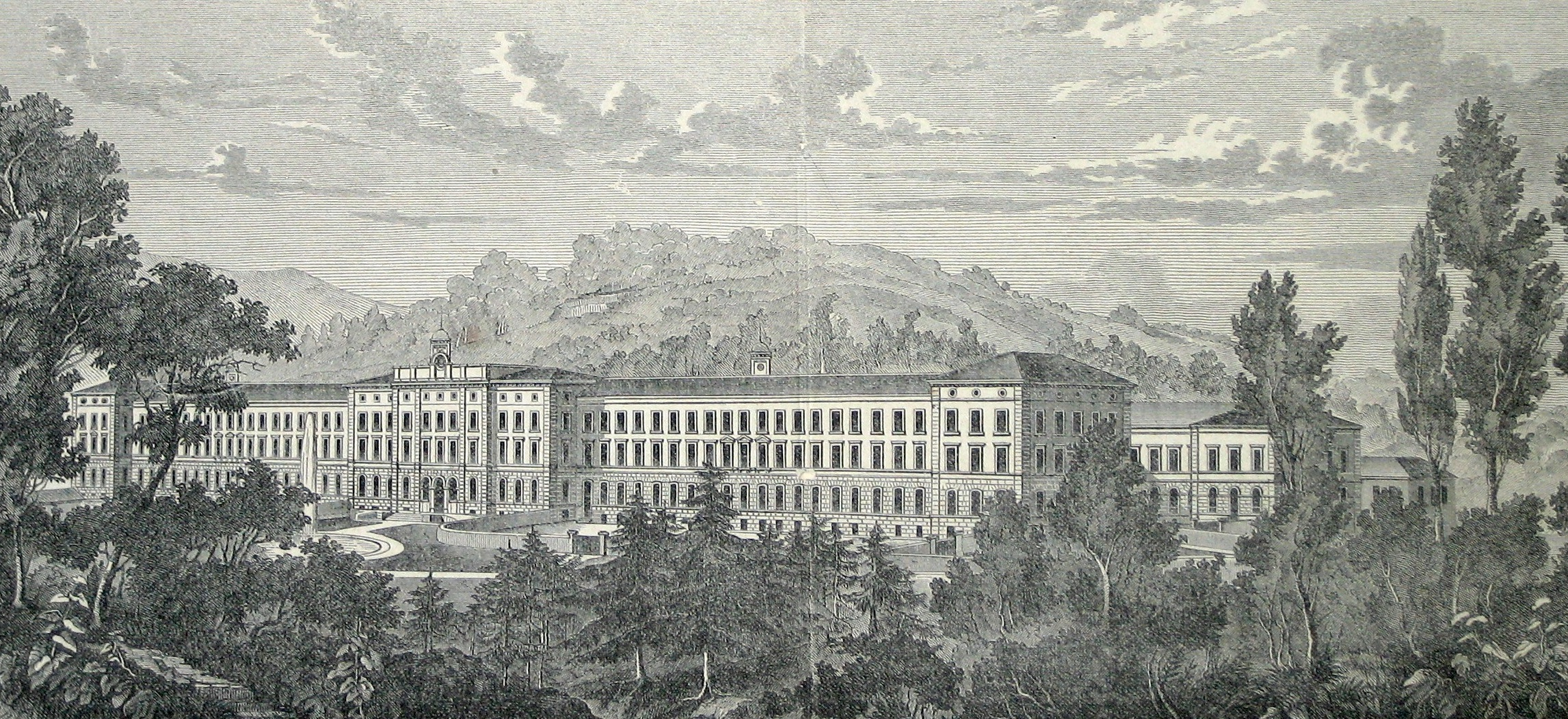
Clinique du Burghölzli.

La « formation clinique » des psychanalystes s'effectue généralement sous l’égide de l’Institut de formation de la société psychanalytique auprès de laquelle le candidat fait sa formation théorique : il s'agit souvent pour celui-ci de mener une ou plusieurs cures, pour lesquelles il est supervisé par un analyste habilité par la société psychanalytique aux fonctions dites d'« analyste formateur » (Appellation BPA en Grande-Bretagne). Dans les années 2010 en France, à l'occasion d'un colloque sur les « Avancées de la psychanalyse », la SPP réforme ses statuts qui touchent entre autres à sa formation des analystes selon désormais « un minimum requis » : 1) une analyse « qui n'est plus didactique, mais personnelle » ; 2) une « formation dans les Instituts appropriés sous la direction de membres qui assurent la fonction de formateurs ».
- Formation théorique

La formation des psychanalystes peut par exemple s'effectuer après des études universitaires, de médecine, en particulier dans les spécialités de psychiatrie, ou de psychologie. La formation à la pratique des analyses « cure-type » comporte une étude approfondie des textes de Sigmund Freud. Le psychanalyste en formation étudie aussi, selon ses intérêts et les orientations du groupe auquel il s'inscrit, les écrits des psychanalystes contemporains.

### Controverses sur la formation et le titre de psychanalyste
La question de la formation initiale des psychanalystes a donné lieu à d'importants débats dès les débuts de la psychanalyse, notamment sur la question de la nécessité d'une formation médicale comme condition préalable à la formation psychanalytique. Cette condition, contestée par Freud, le conduisit à se prononcer à l'occasion du procès de Theodor Reik, poursuivi pour exercice illégal de la médecine alors qu'il était secrétaire de la Société psychanalytique de Vienne, en faveur de l'autonomie de la pratique psychanalytique par rapport à la médecine, dans son ouvrage La question de l'analyse profane. 
Si l'essentiel des écoles et courants psychanalytiques s'accordent à juger nécessaires les trois prérequis que constituent une cure psychanalytique personnelle, la conduite de plusieurs cures supervisées et un cursus d'études théoriques et cliniques au sein de l'association que souhaite rejoindre le candidat, les modalités pratiques et les procédures d'habilitation peuvent différer.
En plus des débats internes sur la formation en elle-même, l'absence de protection du titre de psychanalyste résultant de la formation est historiquement liée aux critiques faites à la théorie psychanalytique, qualifiée par un nombre important de chercheurs de pseudoscience. Contrairement aux différentes branches scientifiques de la psychologie, le titre de psychanalyste n'est pas un titre de psychologue spécialisé, mais possède un statut à part.

## La pratique clinique du psychanalyste
La pratique clinique du psychanalyste est certes une profession, mais une profession que Freud rangeait toutefois au registre des trois métiers qu'il jugeait « impossibles » à exercer : « éduquer, gouverner et soigner ».

### Travail de l'analyste dans la cure classique
La cure analytique classique a pu être désignée autrement par certains auteurs et à différentes époques.
Due à Maurice Bouvet en 1954, la notion de « cure-type », reste « proche encore d'une description de type médical qui caractérisait les manuels dans les années cinquante ». Cette notion fut nuancée par des « “variantes” (Lacan, J., 1955) », et fut ensuite remplacée par celle de « “cure classique”, voire “orthodoxe” pour ceux qui s'estimaient libérés de ses contraintes formelles ».

#### Les règles fondamentales
Dans la cure psychanalytique analyste et analysant suivent deux règles fondamentales : du côté du patient, celle de l'association libre et du côté de l'analyste, celle de l'« attention flottante » (die frei/gleichschwebende Aufmerksamkeit, traduction OCF.P : « l'attention en libre [ou /égal] suspens »).
L'engagement de l'analyste repose par ailleurs sur deux autres principes celui de « la neutralité bienveillante » et celui de « l'abstinence » : il ne doit pas intervenir dans la réalité de la vie de son patient (dans la cure et hors cure).

#### L'interprétation

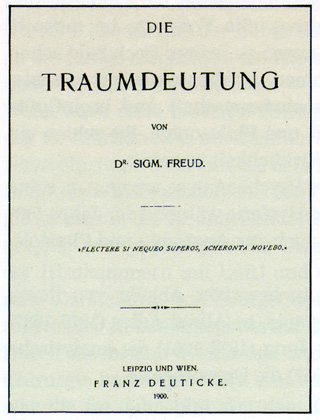
L'Interprétation du rêve.

Les interprétations, le seul acte de l’analyste, se font sous forme d'intervention verbale, formulées d'une façon indirecte ou directe. Celles-ci permettent de révéler le contenu latent des pensées inconscientes du patient à partir de son discours manifeste. Le travail d'analyse inclut les récits de rêves de l'analysant, et son discours dans la séance, révélateur du désir inconscient et du transfert. En effet, le travail de l'analyste freudien en réfère ici à la méthode d'analyse découverte par Freud dans L'Interprétation du rêve (1900) qui en reste le modèle initial.

#### Transfert et contre-transfert
L'analyste interprète aussi les propos du patient en fonction du transfert de celui-ci. Il aura à tenir compte de son propre contre-transfert.

### Le cadre de la cure
Le contrat analytique comporte les modalités du cadre, rythme et durée des séances, vacances et paiement.

#### Cure classique et psychothérapies
Selon l'indication thérapeutique, l'analyste peut modifier d'une manière plus ou moins importante le cadre de la cure. On en vient alors à parler de psychothérapies. Le fait que les psychothérapies psychanalytiques s'adressent plutôt à des personnes souffrant d'une névrose trop "serrée" et la cure classique serait plutôt réservée à des personnes ayant une bonne mentalisation — distinction faite notamment en psychosomatique, est une question polémique. Le dispositif de la cure classique est souvent proposé à des personnes pour qui ce dispositif est optimal afin de les aider à élucider, via l'analyse du transfert, les mécanismes névrotiques et les fantasmes inconscients, relevant de la sexualité infantile, sous-jacents aux symptômes.[réf. souhaitée]
Le paiement constitue directement les honoraires de l'analyste ou est parfois de nature symbolique dans les cas où la cure est financée par un tiers-payant. Les tarifs pratiqués peuvent varier dans certaines fourchettes, en fonction du marché, mais aussi souvent des moyens du patient. Le traitement peut, sous certaines conditions, être remboursé par la sécurité sociale ou des assurances du même type dans d'autres pays.

#### Problématique de l'argent dans la cure
Freud a « situé la représentation subjective de l'argent comme problématique, puisque concernée par la réalité extérieure, socioéconomique, et en même temps par la réalité psychique ». Il aborde cette question en 1912 et 1913, dans ses Conseils aux médecins sur le traitement analytique et Le début du traitement.
Sur le plan métapsychologique, il évoque les transpositions des pulsions du stade anal et « les équivalences, pour l'inconscient, entre les concepts d'excrément » et l'argent, les cadeaux, les enfants.

#### La différence sexuée de l'analyste
Sophie de Mijolla-Mellor introduit l'ouvrage collectif Les femmes dans l'histoire de la psychanalyse par ces mots : « Être homme ou femme dans le transfert est une expérience quotidienne pour tout psychanalyste, tenu de constater que sa bisexualité psychique tresse avec son identité de genre des nœuds bien compliqués ». Du côté de l'analysant(e), celui-ci découvrira au cours de son travail d'analyse « ce que recouvrait son vœu conscient et parfois exclusif d'avoir pour analyste une femme ou un homme ».

## Les psychanalystes dans l'histoire de la psychanalyse

### L'Association psychanalytique internationale

Logo de l'API.

Pour des raisons historiques, épistémologiques et politiques, l'Association psychanalytique internationale, fondée en 1910 par Freud et les premiers freudiens pour fédérer le mouvement psychanalytique international, ne regroupe pas l'ensemble des sociétés analytiques. Cette association reconnaît une diversité de modèles de formation en fonction des pays ou des orientations analytiques, comme ce fut le cas par exemple à l'issue des controverses scientifiques de 1941-1945 au sein de la Société britannique de psychanalyse, entre les kleiniens les annafreudiens, qui ont abouti à faire admettre plusieurs parcours de formation.
Un autre exemple est celui des trois modèles de formation reconnus au sein même de l'Association psychanalytique internationale : le modèle Eitingon (essentiellement mis en place par Max Eitingon en 1922 à l'Institut de Berlin), le modèle français (qui considère la psychanalyse personnelle comme indépendante du cursus de formation institutionnelle et préalable à celui-ci) et le modèle uruguayen (qui associe différents critères des deux précédents modèles de formation).

### Générations de psychanalystes

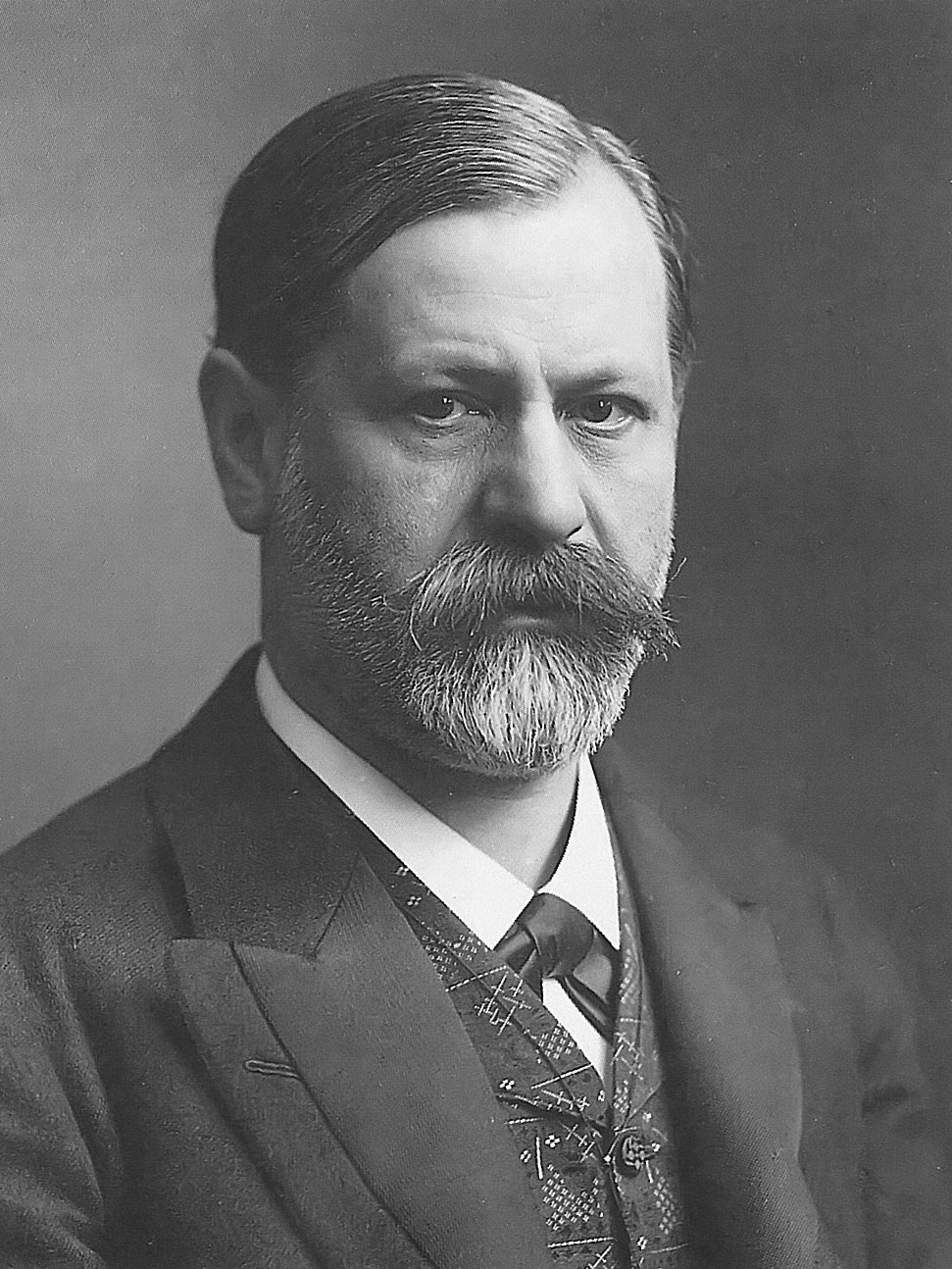
Sigmund Freud (1905).

En « historiographie psychanalytique », Élisabeth Roudinesco et Michel Plon utilisent le terme de génération en tant qu'« outil sociologique » pour « établir la généalogie des successeurs de Freud », soit « l'enchaînement des diverses interprétations de l'œuvre originelle, la succession des écoles et la dialectique des conflits conduisant à des scissions ». Il y a deux modes de numérotation, « l'un à visée mondiale et internationale [...], l'autre à visée nationale ».
Les auteurs du dictionnaire adoptent le mode de numérotation internationale (incluant donc « la diaspora freudienne éparpillés dans le monde ») :

#### La première génération

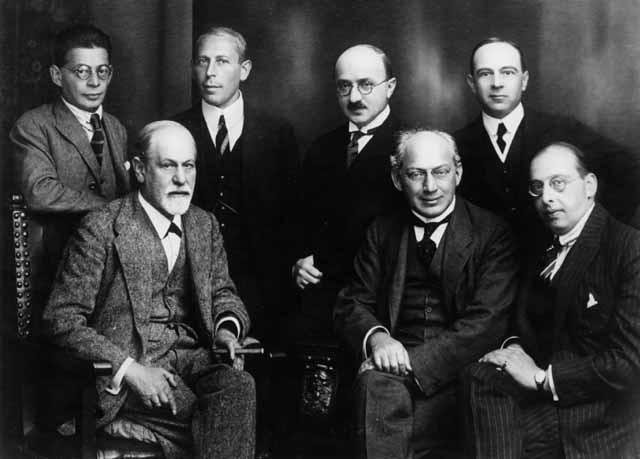
Le comité secret : Rank, Freud, Abraham, Eitingon, Ferenczi, Jones, Sachs (1922)

- La première génération internationale est celle des premiers psychanalystes réunis autour de Freud, au début du XXe siècle, notamment ceux de la Société psychologique du mercredi, dont les membres du « comité secret »[20]: Sándor Ferenczi à Budapest, Otto Rank et Hanns Sachs à Vienne, Karl Abraham et Max Eitingon à Berlin, Ernest Jones à Londres, Paul Federn, Hermann Nunberg, Theodor Reik… S'y ajoutent d'autres psychanalystes, tels Carl Gustav Jung à Zurich, Alfred Adler...

#### La deuxième génération
La deuxième génération internationale est surtout active durant l'entre-deux-guerres : Melanie Klein, Anna Freud, Sabina Spielrein, Marie Bonaparte…
Cette génération « fut la composante essentielle de l'appareil de l'International Psychoanalytical Association (IPA) des années 1930 ». C'est également la génération qui eut à affronter « en Allemagne, en Autriche et en Hongrie, le déferlement du nazisme qui la conduisit sur la route de l'exil ».

#### La troisième génération
- La troisième génération internationale est surtout active après la Seconde Guerre mondiale, elle comprend notamment Donald Winnicott, Esther Bick, Wilfred Bion, Hanna Segal, Herbert Rosenfeld, à Londres ; Françoise Dolto, Jacques Lacan, Piera Aulagnier, Jean Laplanche, J.-B. Pontalis, André Green, Michel Fain, Michel De M'Uzan, Serge Viderman à Paris ; Raymond de Saussure et Marcelle Spira en Suisse romande... C'est aussi la génération « des grandes scissions provoquées entre 1950 et 1970 par la mise en cause de la didactique propre à l'IPA et des querelles d'école autour de l'interprétation freudienne et de la technique psychanalytique ». Elle va être amenée à « la confrontation avec une kyrielle d'écoles de psychothérapie »[22].

#### La quatrième génération
- La quatrième génération internationale est depuis 1970 « celle, anonyme et impersonnelle » de différents groupes freudiens, éventuellement « en passe de se convertir à des psychothérapies non freudiennes »[22].

#### La cinquième génération
- La cinquième génération s'épanouirait à partir de 2000 « dans le monde entier aussi bien dans les pays de forte implantation du freudisme que dans ceux où la puissance psychanalytique est faible ». Plon et Roudinesco observent au sein d'une multiplicité de groupes autonomes un « changement radical » dans la manière « de transmettre et de faire vivre la psychanalyse » : plusieurs de ces groupes « ont substitué la force d'un esprit de réseaux à la construction hiérarchique entre le maître et l'élève fondée sur l'emprise transférentielle du premier sur le second »[23].

### Les femmes psychanalystes
Vienne a attiré beaucoup de femmes vers la psychanalyse entre 1902 et 1938, aussi longtemps que la psychanalyse a pu se développer à Vienne : d'abord jusqu'en 1918 sous la monarchie des Habsbourg, ensuite dans « Vienne la rouge » jusqu'en 1934, et jusqu'en 1938 dans les années de « l'austro-fascisme ». Elles ont joué « un rôle spécial au sein de la théorie et de la pratique » dans le mouvement psychanalytique. Après Zürich, la Société psychanalytique de Vienne a été la deuxième « à accepter des femmes ». Le pourcentage de femmes (quarante-trois femmes contre cent sept hommes élus membre ordinaires et ordinaires entre 1902 et 1938) y a été plus élevé que dans d'autres groupes de l'Association Internationale de Psychanalyse.
Sur quarante-cinq psychanalystes interviewées au début des années 1980, note Nancy J. Chodorow, les femmes de la deuxième génération avaient fait leur analyse avec Freud et ses collègues, tandis que celles de la troisième génération avaient été analysées par des analystes de la deuxième génération. Ce sont des raisons culturelles et historiques ainsi qu' « organisationnelles » et « contextuelles » qui ont rendu la psychanalyse « ouverte aux femmes » des deuxième et troisième générations de psychanalystes, à une époque où nombre de professions étaient exercées seulement par des hommes.

### Psychanalyse en France

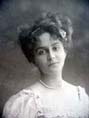
Marie Bonaparte.

Du fait de divergences théoriques et de scissions historiques, il existe de nombreuses associations psychanalytiques :
- la Société psychanalytique de Paris, historiquement la première créée, en 1926[26], l'Association psychanalytique de France, fondée par notamment Daniel Lagache, Juliette Favez-Boutonier, Jean Laplanche, J.B. Pontalis en 1964 par scission de la Société française de psychanalyse (SFP)[27], ainsi que la Société psychanalytique de recherche et de formation, sur le site de l'APF, consulté en ligne le 20 mars 2021[28], sont membres de l'Association psychanalytique internationale et de la Fédération européenne de psychanalyse ;
- le Quatrième Groupe, fondé en 1969 par Piera Aulagnier, François Perrier et Jean-Paul Valabrega et issu de l'École freudienne de Paris par scission opérée la même année (1969), à la suite de désaccords avec J. Lacan sur la question de la formation des analystes[29], représente un courant indépendant ;
- diverses associations lacaniennes de psychanalyse ont été fondées à la suite de l'École freudienne de Paris (1964-1980) : l'École de la cause freudienne (1981), l'Association lacanienne internationale (1982/1987, Charles Melman)[30], l'Association mondiale de psychanalyse (1992, Jacques-Alain Miller) ;
- d'autres associations psychanalytiques et non lacaniennes se sont créées aussi par ailleurs.

## Psychanalystes connus
Une manière de « classer » les psychanalystes consisterait à mettre en avant leur appartenance à des courants théoriques. On peut distinguer ainsi des psychanalystes freudiens, kleiniens ou post-kleiniens, egopsychologues, lacaniens, par exemple.
Une autre forme de typologie, adoptée ci-dessous, consiste à les classer par pays d'exercice :

### Allemagne

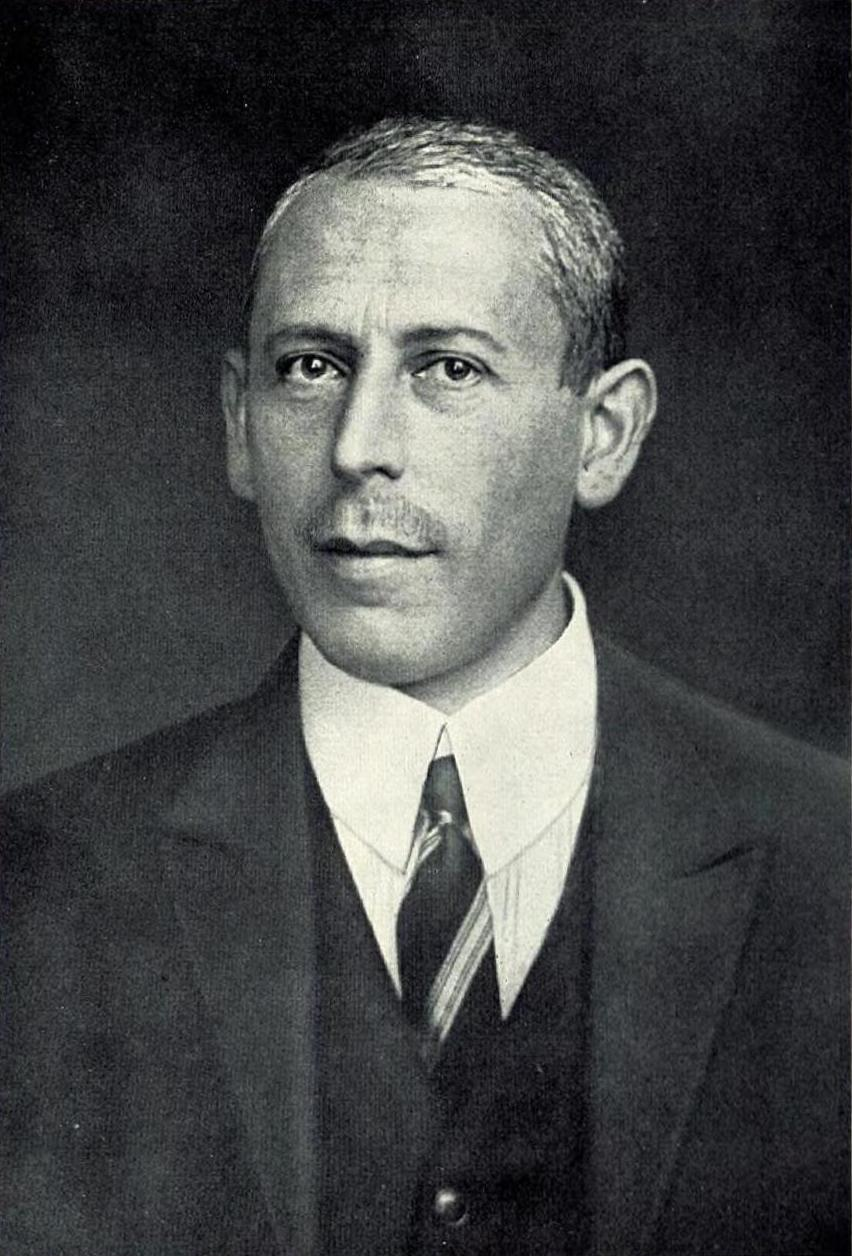
Karl Abraham
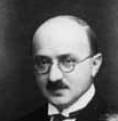
Max Eitingon.
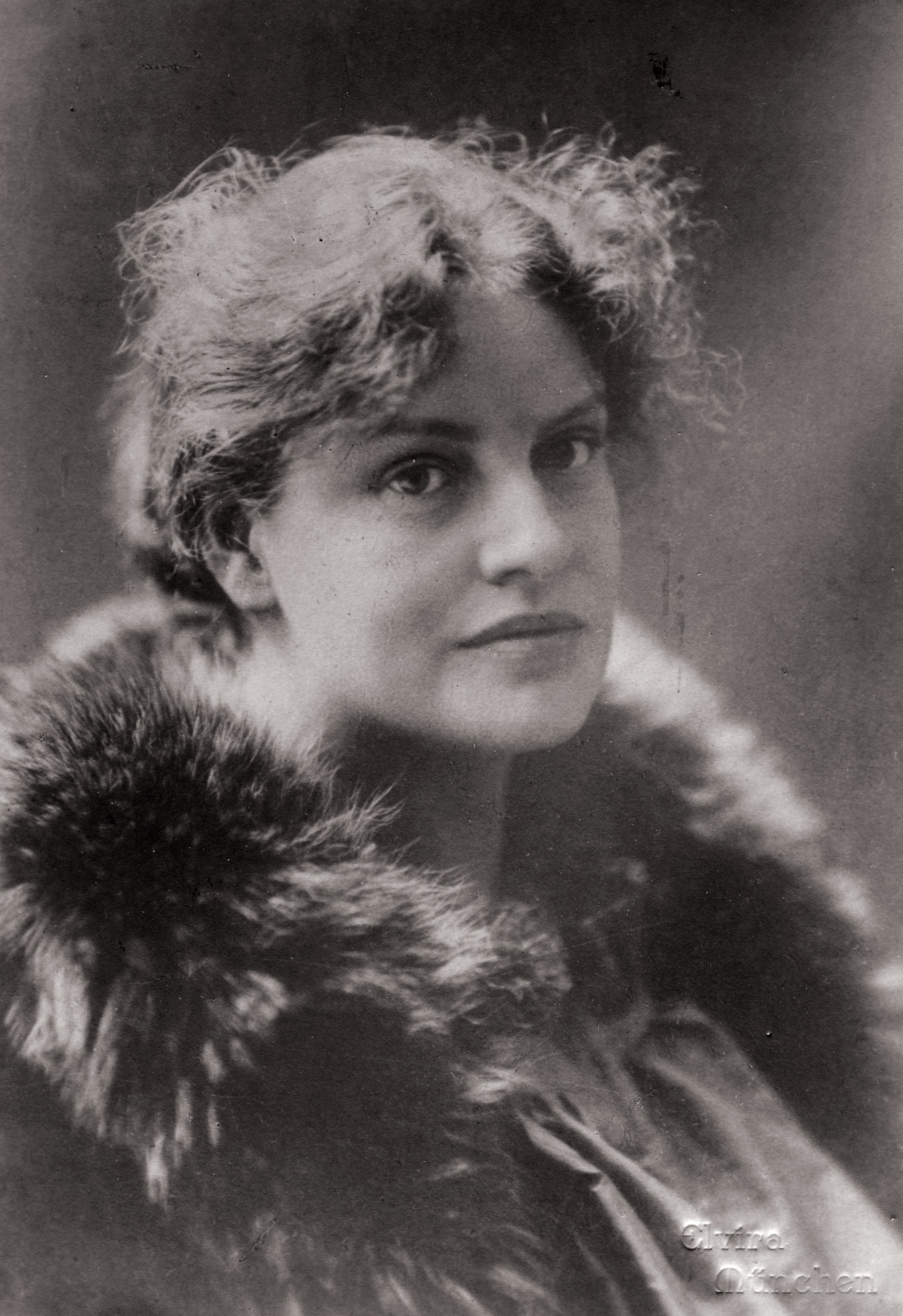
Lou Andreas-Salomé

- Karl Abraham
- Max Eitingon.
- Lou Andreas-Salomé.

### Argentine
- Madeleine Baranger
- Willy Baranger
- Jose Bleger
- Horacio Etchegoyen
- Enrique Pichon Rivière
- Janine Puget

### Autriche
- Anna Freud
- Sigmund Freud
- Margarete Hilferding
- Otto Rank
- Wilhelm Reich
- Theodor Reik
- Hanns Sachs

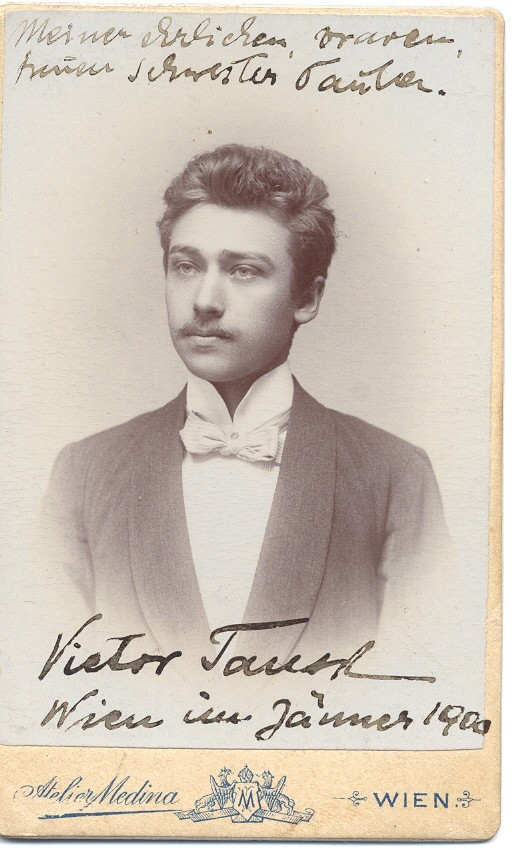
Victor Tausk
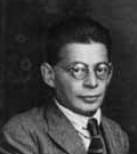
Otto Rank
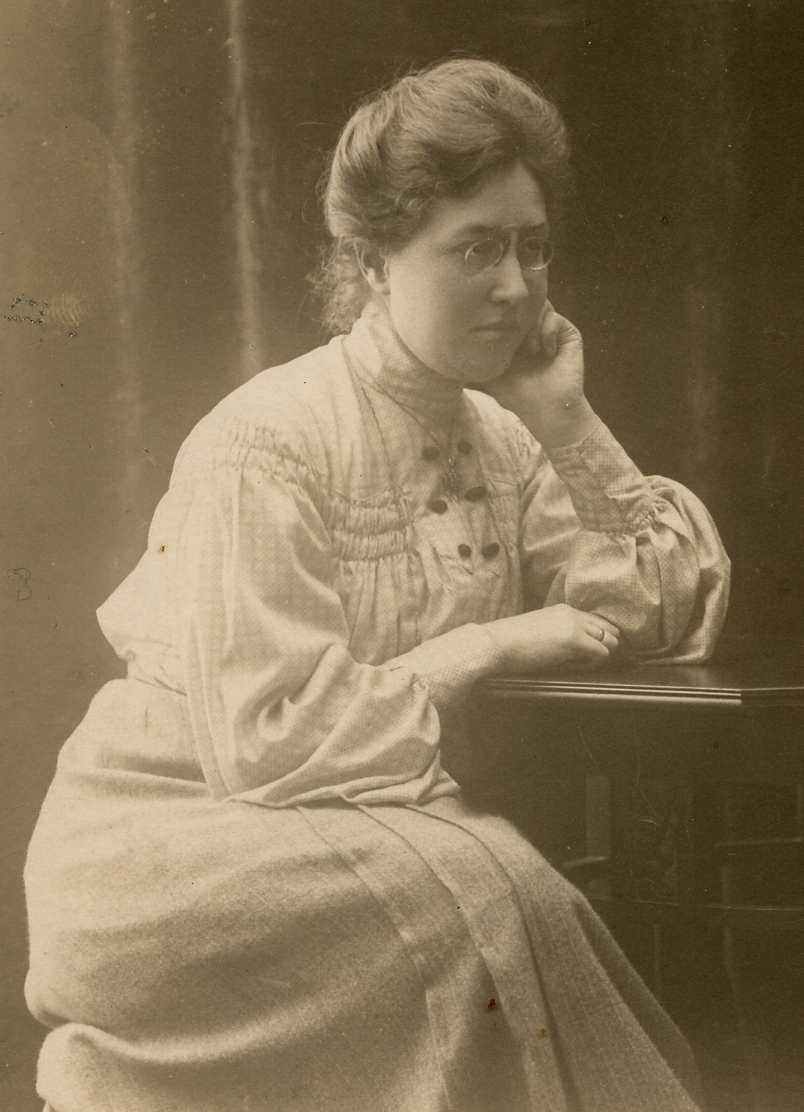
Margarete Hilferding
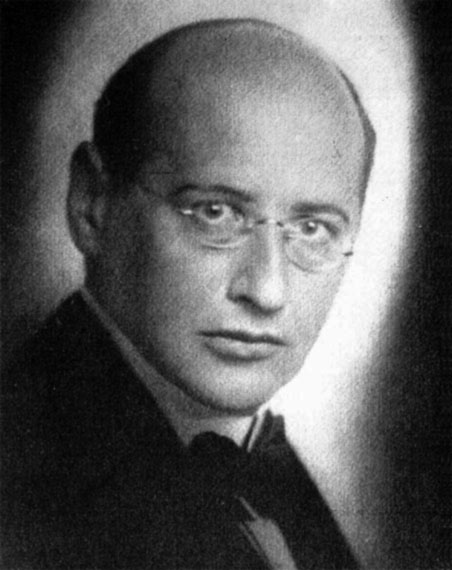
Theodor Reik

- Victor Tausk
- Otto Rank
- Margarete Hilferding
- Theodor Reik

### Belgique
- Alphonse De Waelhens
- Maurice Dugautiez
- François Duyckaerts
- Fernand Lechat
- Jacques Schotte

### Brésil
- Adelheid Koch
- Virgínia Leone Bicudo
- Durval Marcondes
- Yudith Rosenbaum

### Canada
- Gabrielle Clerk
- Julien Bigras
- André Lussier

### Chili
- Ignacio Matte Blanco

### États-Unis
- Franz Alexander
- Bruno Bettelheim

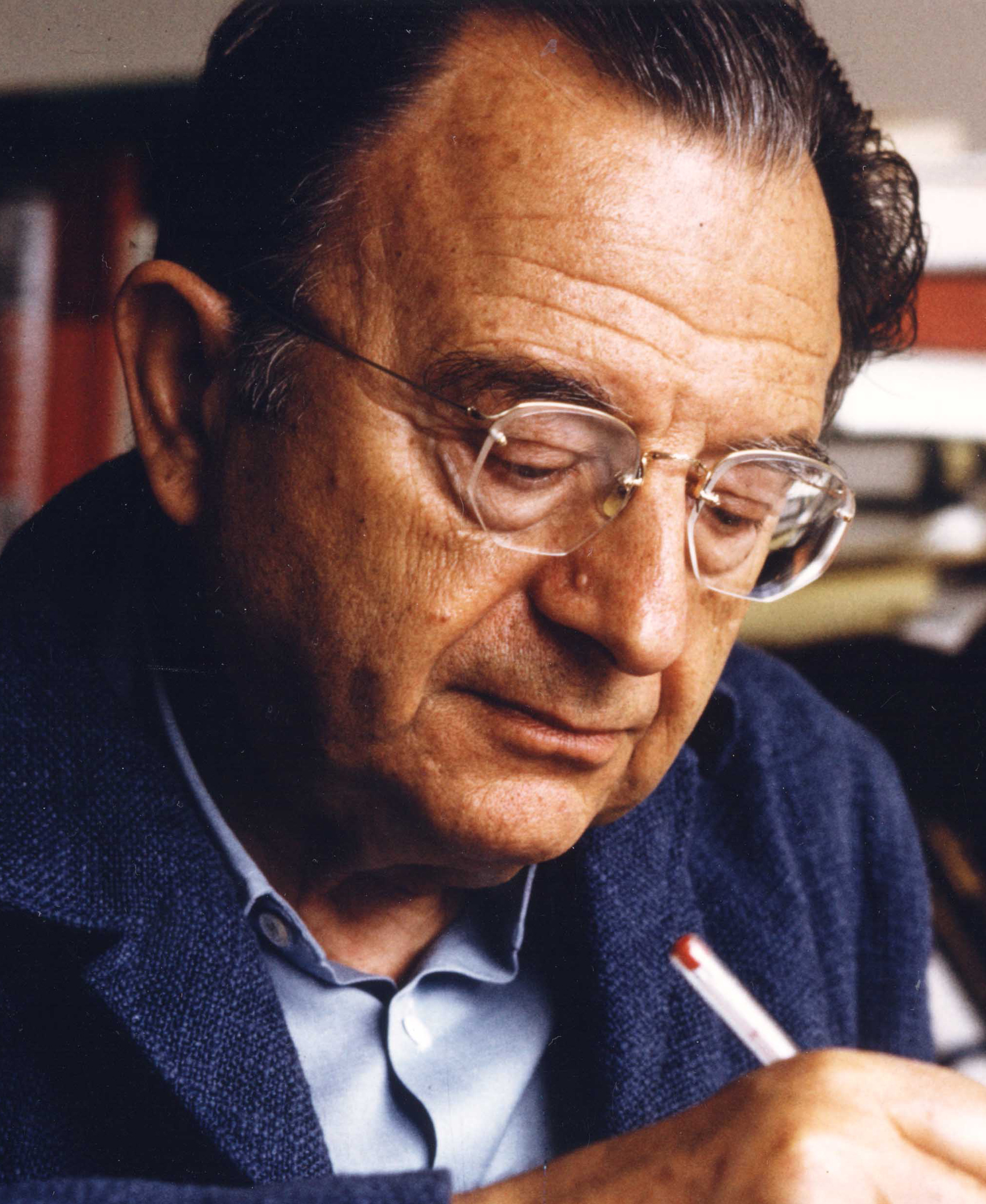
Erich Fromm
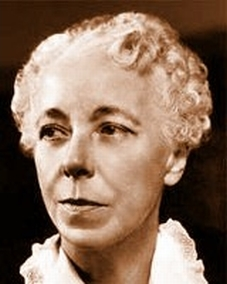
Karen Horney
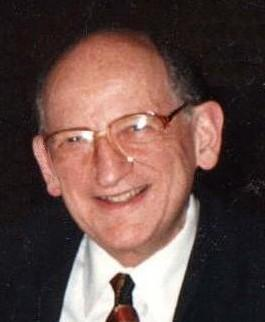
Otto Kernberg

- Heinz Kohut
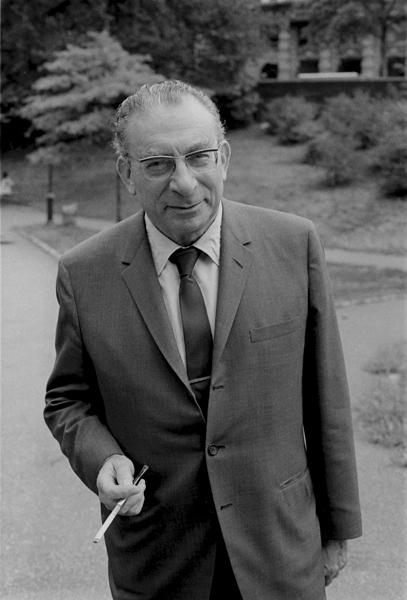
Rudolph Loewenstein
- Margaret Mahler
- Harold Searles
- René Spitz

- Erich Fromm
- Karen Horney
- Otto Kernberg
- Rudolph Loewenstein

### France
- Nicolas Abraham
- Didier Anzieu
- Piera Aulagnier
- Marie Bonaparte
- Françoise Dolto
- André Green
- René Kaës
- Julia Kristeva

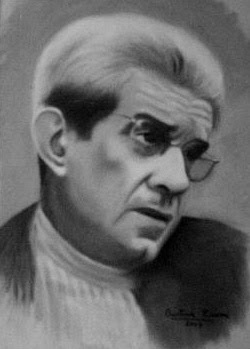
Jacques Lacan
- Jean Laplanche
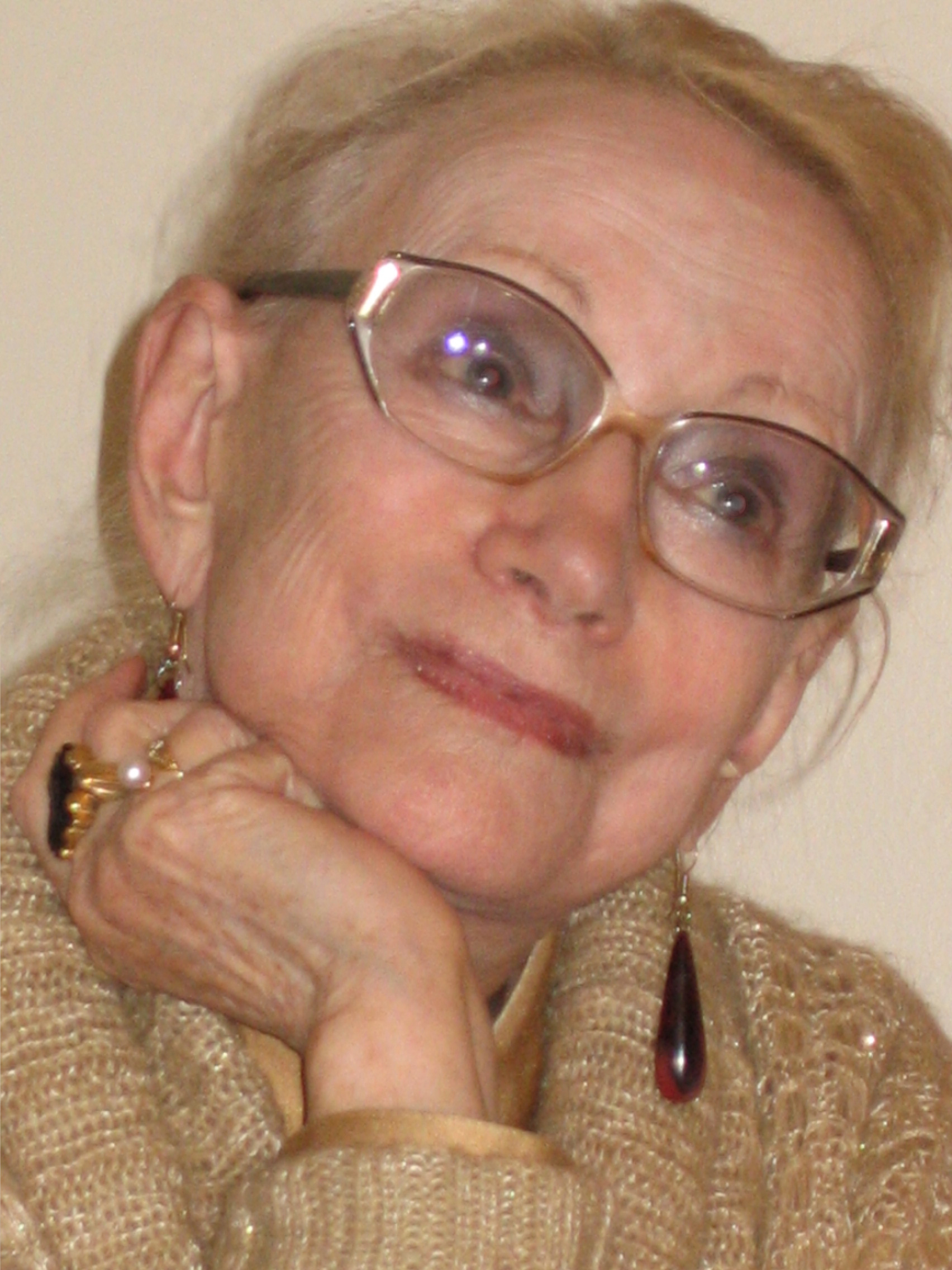
Joyce McDougall
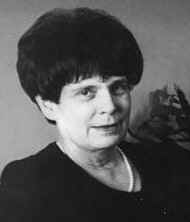
Maud Mannoni
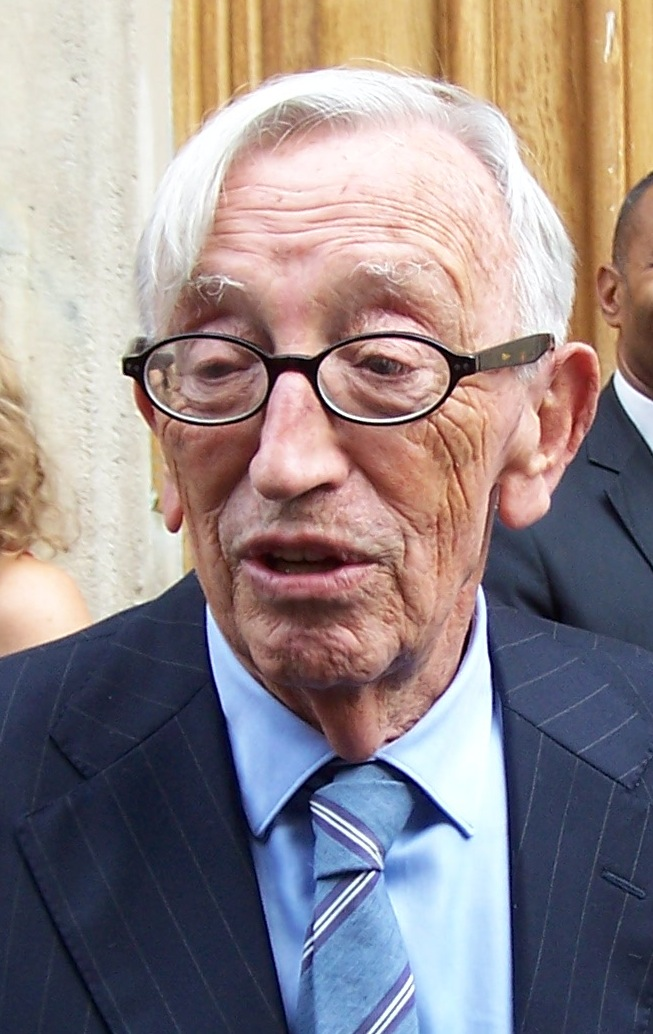
J.B. Pontalis

- Alain de Mijolla
- Jean-Bertrand Pontalis
- Élisabeth Roudinesco
- Daniel Widlöcher

- Jacques Lacan
- Joyce McDougall
- Maud Mannoni
- J.B. Pontalis

### Hongrie

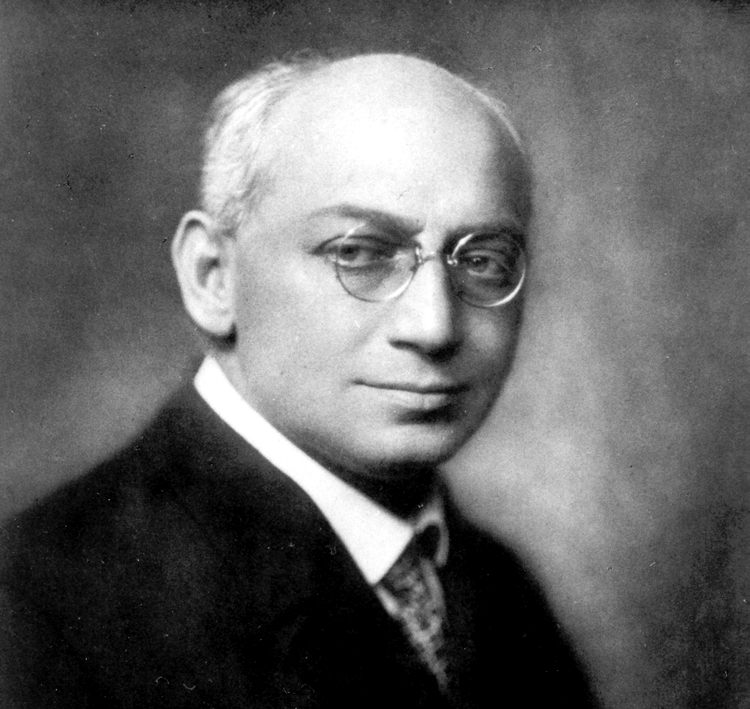
Sándor Ferenczi.

- Alice Balint
- Michael Balint
- Sándor Ferenczi
- Imre Hermann
- Sándor Radó
- Géza Róheim

### Italie

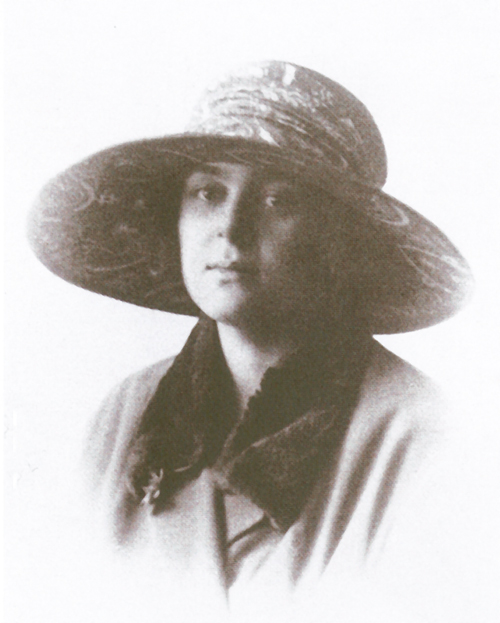
Alexandra Tomasi de Lampedusa

- Antonino Ferro
- Franco Fornari
- Eugenio Gaddini
- Cesare Musatti
- Vanda Shrenger Weiss
- Edoardo Weiss
- Alexandra Tomasi de Lampedusa

### Inde
- Girindrashekhar Bose
- Sudhir Kakar

### Liban
- Michel Asfar
- Mounir Chamoun
- Dominique Geahchan
- Adnan Houbballah

### Maroc
- Jalil Bennani

### Royaume-Uni
- Michael Balint
- Wilfred Bion
- Christopher Bollas
- John Bowlby
- Anna Freud
- Ernest Jones

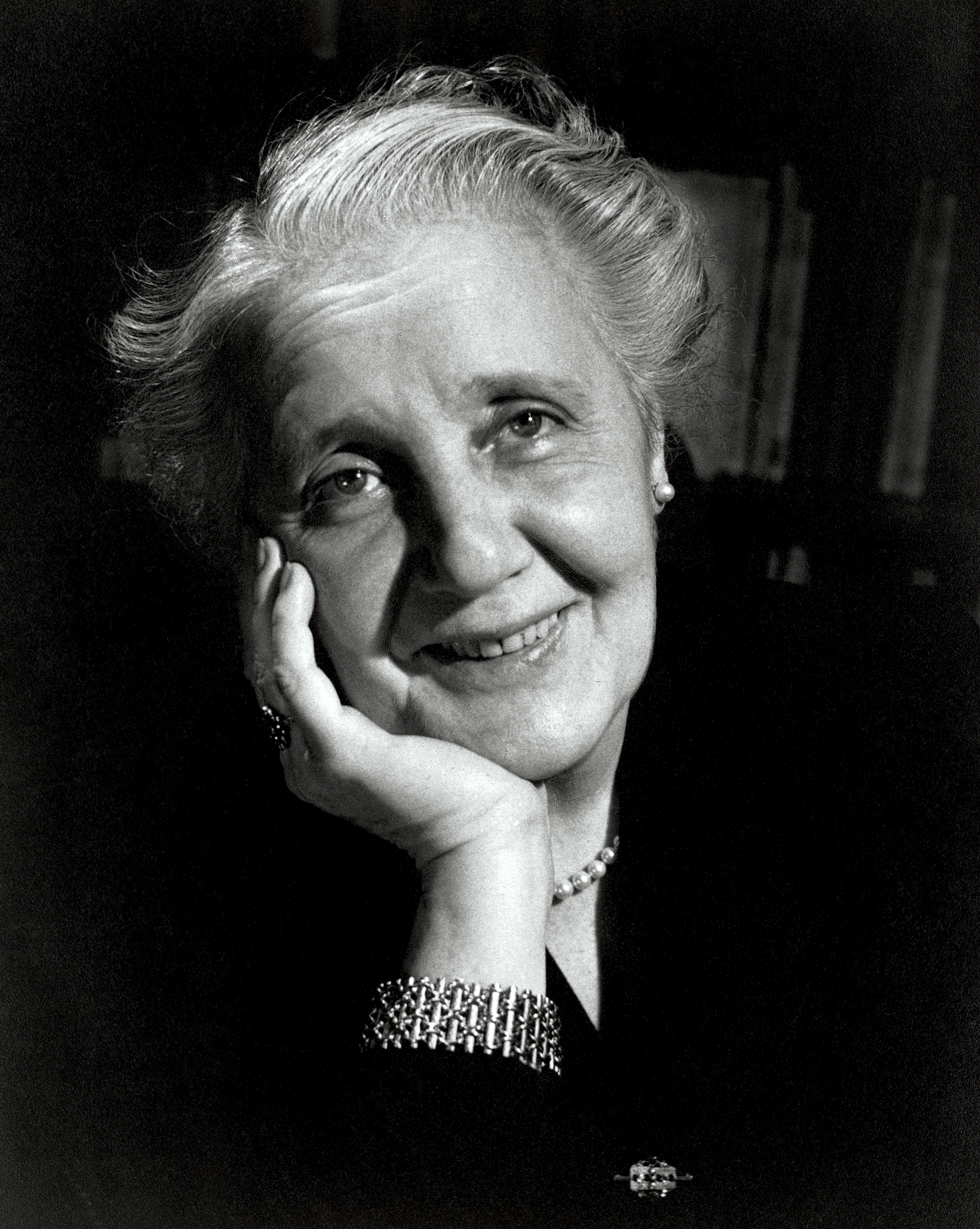
Melanie Klein
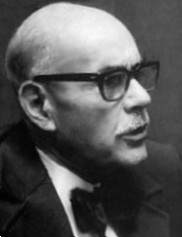
W.R. Bion

- James Strachey
- Donald W. Winnicott

- Melanie Klein
- W.R. Bion

### Russie
- Nikolaï Ossipov
- Tatiana Rosenthal
- Sabina Spielrein
- Vera Schmidt

### Suisse

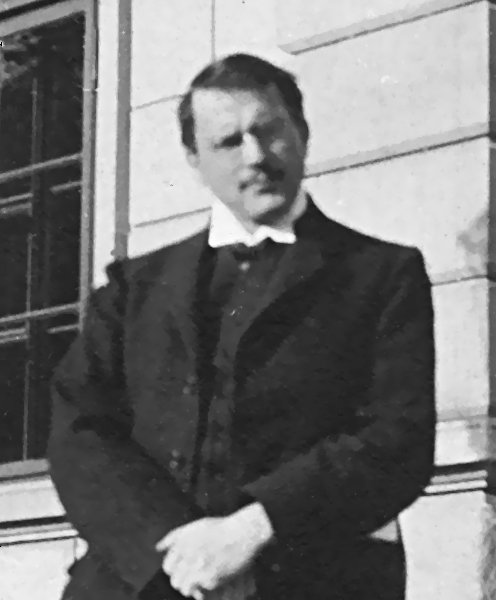
Carl Gustav Jung.

- Charles Baudouin
- Carl Gustav Jung
- Emil Oberholzer
- Charles Odier
- Oskar Pfister
- Jean-Michel Quinodoz
- Hermann Rorschach
- Raymond de Saussure

### Tchécoslovaquie
- Theodor Dosuzkov

### Filmographie
- Être psy, série d'entretiens filmés entre 1983 et 2008, réalisation Daniel Friedmann et Jérôme Blumberg, Ed. Montparnasse, Paris, 2009, 14 DVD + livret